# Напояване
Напояването е изкуствено увеличаване на влажността на почвата, най-често с цел да се подпомогне растежът на земеделски култури, особено в райони с неблагоприятен климат. В по-редки случаи напояването се използва в земеделието и с други цели – защита на растенията срещу измръзване, предотвратяване на растежа на плевели при зърнени насаждения или предотвратяване на консолидацията на почвата.
Водата е основен компонент за развитието на растителния свят. Без нея не са възможни процесите на развитието им. Образуването на 1 kg сухо вещество полезна продукция в съвременните културни растения, при нормални климатични условия изисква от 300 до 800 L вода да премине през растението, като само една минимална част остава в него.

## История
Археологическите проучвания показват, че напояването на земеделските култури е възникнало в райони, където естествените валежи са недостатъчни за поддържане влажността на почвата, която от своя страна да осигури растежа и зреенето на съответните култури.
Целогодишно напояване на земеделските култури се е практикувало в Месопотамската равнина. С това се е постигало редовно поливане на култивираните растения през целия вегетационен период. Използвана е система от иригационни канали осигуряваща вода до различни земеделски участъци.
Древните египтяни са практикували напояване на участъци, като са се възползвали от ежегодните преливания на река Нил. Древните жители се възползвали от преливането на реката, като изпълвали площи, заобиколени от диги. С водите от Нил се носи и ценна утайка, която служи за изхранване на растенията. Съществуват доказателства за това, че по времето на фараона Аменемхет III от Дванадесетата династия (около 1800 г. пр.н.е.) са използвани водите от естествено езеро на оазиса Фаюм като резервоар за съхранение на излишната вода, която се е използвала по време на сухия сезон.
Жителите на Древна Нубия разработват форма за напояване на земята, като използват устройство, наподобяващо воденично колело, наречено сакиа. Напояването в Нубия започва преди повече от две хиляди години. Жителите на Нубия, която днес е част от Судан, разчитали на прииждащите води на река Нил.
В Субсахарска Африка напояването на земеделски земи се използва от културите, развили се в поречието на река Нигер. Съществуват сведения, че това е започнало също преди около повече от 2000 години, като населението е разчитало на сезонното прииждане на реката и направляване на водите и с цел добив на реколта.
Съществуват свидетелства за това, че терасирането на площи с цел напояване на земеделските култури е съществувало още в Предколумбова Америка, Древна Сирия, Индия и Китай. В долината Зана, намираща се в Перуанските Анди, археолозите са открили останки от три напоителни канала. Радиовъглеродното датиране сочи, че са от 4 хилядолетие пр.н.е., 3 хилядолетие пр.н.е. и 9 век. Тези канали са най-ранните доказателства за съществуването на напоителни системи в Новия свят. Вероятно следи от канал от 5 хилядолетие пр.н.е. съществуват под този от 4-то. Сложни напоителни системи и системи за съхранение на вода са създадени и от представителите на Индската цивилизация на територията на днешен Пакистан и Северна Индия, включително водните резервоари в Гирнар от 3 хилядолетие пр.н.е. и системата от ранни напоителни канали от около 2600 г. пр.н.е. За нуждите на селското стопанство е изградена широка мрежа от напоителни канали.
В Персия ечемик се е отглеждал още през 6 хилядолетие пр.н.е. в райони, където естествените валежи не са достатъчни за израстването и зреенето на реколтата. Персия е и страната, в която от 8 в. пр.н.е. са развити и усъвършенствани подземни поливни системи, наречени ганати. Това са древни напоителни системи, някои от които продължават да се използват и днес. От района на Персия методът е разпространен към Средния Изток, Северна Африка и цялото Средиземноморие, и дори Северна Америка. Системата представлява мрежа от вертикални кладенци и леко наклонени тунели, издълбани в скалите и стръмните хълмове с цел да събират и отвеждат повърхностните води. Нория представлява водно колело с глинени съдове по него и задвижвано от дебита на потока или животинската сила. За първи път тази система се е използвала от римските заселници в Северна Африка. Около 150 г. пр.н.е. глинените съдове са пригодени с клапи, които позволяват равномерно пълнене, независимо от силата на водата.
Най-ранните напоителни системи в Шри Ланка датират от около 300 г. пр.н.е. от времето на управлението на крал Pandukabhaya и продължават да се развиват през следващите столетия, като се превръщат в един от най-сложния комплекс от напоителни съоръжения в древния свят. Освен изграждане на подземни канали, жителите на Шри Ланка успяват да създадат и редица изкуствени водоеми, които да служат като резервоари на ценната за реколтата вода. Благодарение на сложните инженерни решения в този сектор, те често са наричани „майстори на напояването“. Повечето от тези напоителни системи все още съществуват, невредими. Системата е екстензивно възстановена и допълнително удължена по време на царуването на Parakrama Bahu (1153 – 1186).

## Методи за напояване

### Повърхностно напояване
Има много методи за повърхностно напояване, които се използват от древността и все още имат голямо значение, тъй като не изискват големи инвестиции и сложни технически решения. Общ проблем на повърхностните методи е големите загуби от изпаряване и просмукване. Това и най-разпространеният начин за поливане.

#### Поливане чрез заливане по площи
При поливане на площи чрез заливане се правят прегради 20 до 40 cm високи, хоризонтални, с евентуално лек наклон на терена. Посредством подвеждащи и отвеждащи канали те се обединяват в блокове, в които се напояват последователно всички, като се започва от най-високото поле.
Този начин на поливане е подходящ за терени, които са със сравнително малък наклон – до 0,1% и слаба до средно пропусклива почва. При по-големи наклони теренът трябва да се терасира, при което полетата и преградите трябва да следват линиите с еднаква височина. По този начин се поливат оризища.
При силно пропускливи почви поливането с полета няма смисъл, тъй като има големи загуби. Но главният проблем при този метод на поливане е не попиването, а загубите от изпарение. При този метод коефициентът на използване на водата е 40 – 50%. Самите прегради представляват пречка за обработката на почвата.
При някои култури поливането не се извършва на цялото поле, а се правят ивици между засадените на редове растения, и така не се запълва цялата площ с вода, а само ивиците, и разходът на вода намалява. По този начин се поливат култури, които са със слята повърхност, като ливади, житни и други.

#### Поливане с бразди
За разлика от поливането на площи, при поливането с бразди водата не запълва постоянно лехите. Водата се подава от един разположен по-високо канал.
При този метод наклонът трябва да бъде по-голям – до 2%. Водата в браздите е в постоянно движение. При това трябва да се осигури равномерно напълване на браздата. По този начин се поливат култури, които се садят на редове – царевица, тютюн, зеленчуци, слънчоглед и други.

### Дъждуване
Под дъждуване се разбират методи за напояване, при които се пръска дъждообразно с мобилни или стационарни инсталации. В този случай водата се изпомпва от водоизточник и подава под определено налягане до инсталациите. Има различни инсталации: в зависимост от устройството си подвижни, полуподвижни и стационарни. Разделят се по видове от налягането, което използват и по конструкцията си като мостови, конзолни и други.
Дъждуването поставя по-малко изисквания към площта за напояване като наклон, профил, както и не изисква предварителна направа на лехи, прегради и други.

### Подпочвено напояване
При това напояване водата се подава със специални тръби на известна дълбочина, след което се изкачва в активния почвен слой по капилярен път.

### Микронапояване
При микронапояването се напоява само една малка част от почвата. За разлика от методи като повърхностното напояване и дъждуването, се ползва много малко количество вода. По този начин релефът на поливаните площи няма значение.

#### Капково напояване
Капковото напояване е най-икономичният по разход на вода метод от всички методи на поливане. Водата се подава чрез надземни или подземно положени шлаухи или твърди тръби и чрез монтирани до растенията капкообразуващи елементи директно в областта на корените. Чрез непрекъснато подаване с капки се подава точно необходимото количество вода на растението, без да се губи вода от изпарение и просмукване.
Допълнително във водата могат да се добавят торове за подхранване и препарати. Този вид напояване може да се автоматизира. Това води до точно контролиране на времето за поливане и малък разход на труд и енергия.
Силно се намалява отнемането на минерали и подхранващи вещества от почвата от изтичащата вода, осоляването и замърсяването с препарати. Поради контролираното локално подаване на вода и торове се намалява развитието на плевелите.
Ефективността на напояването при този метод е висока – от 80% до 95%. По този начин капковото напояване е метода с най-висока ефективност и най-малко странични ефекти. Недостатък на този метод е изискването за голяма чистота на използваната вода, за да се предотврати запушването на малките капкообразуващи елементи. Това е възможно в повечето случаи чрез почистване с филтри. Поради малкото налягане на водата до капкообразователя, отделните клонове трябва да се намират по възможност на еднаква височина и трябва да се осигури отделно редуциране на налягането на всеки клон. Към това трябва да се добави и необходимостта от обучен персонал и по-високите разходи за инсталацията, особено при гъсто разположени растения. Затова този метод е за предпочитане в овощарството, зеленчукопроизводството, лозарството и други.
В инсталацията на капковото напояване са включени водоподготвителна група: кран, филтър, регулатор на налягането, смесители (при наторяване), тръбопроводи и капкообразуващи елементи от различни видове. Последните се характеризират с количество подавана вода на час. Съществуват и различни автоматични устройства за управление на поливането – от малки установки за любители и малки стопанства, до комплексни инсталации.
Капковото напояване може да бъде надземно и подпочвено. При подземното напояване водата за поливане се подава близко до корените на растението. Недостатък при него е много по-трудно реорганизиране на точките на поливане.
Като недостатък на капковото напояване се посочва, че поради по-слабото развитие на кореновата система на растенията при него, е необходимо колебанията на почвената влага да се намалят до минимум. Ако това не се постигне, не може да се счита, че този метод на напояване е по-добър от останалите.

#### Капилярно напояване
Капилярното напояване е едно екологично и икономически изгодно решение за напояване на саксийни растения за любители градинари, магазини и градински центрове. Този метод не се нуждае от ток и вода под налягане. Използва се капилярното действие на фитили, които засмукват вода от по-ниско разположени източници на вода и ги доставят до корените на растенията. Оптималната влага на пръста се постига с напасване на количеството фитили и височината на засмукване.

### Ефективност
Ефективността на използване на водата за поливане може да се определи по следния начин:
- Ефективност на водата за поливане(%) = (Водата изразходвана от растението ÷ Подадената вода към полето на отглеждане) x 100

През 60-те години на 20 век общото мнение е било, че водата е неограничен ресурс. Тогава населението е почти два пъти по-малко от днес и консумира по-малко на глава от населението от сега. Поради това по това време консумираната вода е била три пъти по-малко. Днес консумацията на вода трябва да осигури храна за седем милиарда жители на Земята. Освен това трябва да се осигури вода за многократно по-интензивната индустрия, повишените нужди за биогорива и урбанизацията. За да се избегне глобална криза за водата, тя трябва да се използва много по-ефективно.

### Предимства и недостатъци на методите
Избирането на един или друг метод на поливане зависи от наличието на вода, персонал за обслужване, вид на терена и почвата, климатичните услония и разбира се типа на отглежданата култура.
| Сравнение на методите от икономична гледна точка | Сравнение на методите от икономична гледна точка   | Сравнение на методите от икономична гледна точка | Сравнение на методите от икономична гледна точка | Сравнение на методите от икономична гледна точка                          |
|                                                  | Повърхностно напояване                             | Подземно напояване                               | Дъждуване                                        | Капково напояване                                                         |
| ------------------------------------------------ | -------------------------------------------------- | ------------------------------------------------ | ------------------------------------------------ | ------------------------------------------------------------------------- |
| Загуби от изпаряване                             | високо                                             | малко                                            | високо                                           | малко                                                                     |
| Загуби от попиване                               | средно                                             | високо                                           | малко                                            | малко                                                                     |
| Коефициент на използване на водата, %            | 40 – 50                                            |                                                  | 60 – 70                                          | 80 – 90                                                                   |
| Опасност от осоляване                            | малко                                              | високо                                           | високо                                           | малко                                                                     |
| Опасност от затлачване                           | средно                                             | малко                                            | високо                                           | средно                                                                    |
| Отделяне на метан                                | да                                                 | не                                               | не                                               | не                                                                        |
| Разходи за инсталиране                           | малки                                              | малки до средни                                  | високи                                           | високи                                                                    |
| подходяща почва                                  | Тежки почви, без наклони                           | Лека почва върху непропусклива почва отдолу      | всички почви, малък до лек наклон                | леки почви, всички наклони                                                |
| Възможни култури                                 | непретенциозни към задържане на вода например ориз | всички                                           | всички                                           | Главно трайни култури, например лозя, маслини, овощни дървета и зеленчуци |

### Подобряване на ефективността на използване на водата
Чрез използване на организацията на напояването и използването на модерни технологии за напояване, като например капково напояване, се подобрява ефективността от използване на водата за напояване и намаляват вредните въздействия, като засоляване.
Така например, при преминаване към капково напояване в Индия е постигнато едно повишаване на общата продуктивност за използван литър вода за напояване между 50 и 250%.
| Промяна на добивите и разхода на вода при смяна от повърхностно към капково напояване \| Култура \| Добив \| Разход на вода за поливане \| Обща продуктивност \| \| ---------------- \| --------- \| -------------------------- \| ------------------ \| \| Зеле \| 2% \| −60% \| 150% \| \| Памук \| 25 до 27% \| −53 до −60% \| 169 до 255% \| \| Грозде \| 23% \| −48% \| 134% \| \| Захарна тръстика \| 6 до 33% \| −30 до −65% \| 70 до 205% \| \| Сладки картофи \| 39% \| −60% \| 243 % \| \| Домати \| 5 до 50% \| −27 до −39% \| 49 до 145% \| | Промяна на добивите и разхода на вода при смяна от повърхностно към капково напояване \| Култура \| Добив \| Разход на вода за поливане \| Обща продуктивност \| \| ---------------- \| --------- \| -------------------------- \| ------------------ \| \| Зеле \| 2% \| −60% \| 150% \| \| Памук \| 25 до 27% \| −53 до −60% \| 169 до 255% \| \| Грозде \| 23% \| −48% \| 134% \| \| Захарна тръстика \| 6 до 33% \| −30 до −65% \| 70 до 205% \| \| Сладки картофи \| 39% \| −60% \| 243 % \| \| Домати \| 5 до 50% \| −27 до −39% \| 49 до 145% \| | Промяна на добивите и разхода на вода при смяна от повърхностно към капково напояване \| Култура \| Добив \| Разход на вода за поливане \| Обща продуктивност \| \| ---------------- \| --------- \| -------------------------- \| ------------------ \| \| Зеле \| 2% \| −60% \| 150% \| \| Памук \| 25 до 27% \| −53 до −60% \| 169 до 255% \| \| Грозде \| 23% \| −48% \| 134% \| \| Захарна тръстика \| 6 до 33% \| −30 до −65% \| 70 до 205% \| \| Сладки картофи \| 39% \| −60% \| 243 % \| \| Домати \| 5 до 50% \| −27 до −39% \| 49 до 145% \| | Промяна на добивите и разхода на вода при смяна от повърхностно към капково напояване \| Култура \| Добив \| Разход на вода за поливане \| Обща продуктивност \| \| ---------------- \| --------- \| -------------------------- \| ------------------ \| \| Зеле \| 2% \| −60% \| 150% \| \| Памук \| 25 до 27% \| −53 до −60% \| 169 до 255% \| \| Грозде \| 23% \| −48% \| 134% \| \| Захарна тръстика \| 6 до 33% \| −30 до −65% \| 70 до 205% \| \| Сладки картофи \| 39% \| −60% \| 243 % \| \| Домати \| 5 до 50% \| −27 до −39% \| 49 до 145% \| |
| Култура | Добив | Разход на вода за поливане | Обща продуктивност |
| --- | --- | --- | --- |
| Зеле | 2% | −60% | 150% |
| Памук | 25 до 27% | −53 до −60% | 169 до 255% |
| Грозде | 23% | −48% | 134% |
| Захарна тръстика | 6 до 33% | −30 до −65% | 70 до 205% |
| Сладки картофи | 39% | −60% | 243 % |
| Домати | 5 до 50% | −27 до −39% | 49 до 145% |

Преминаването от повърхностно напояване към капково напояване по правило е възможно, само ако става въпрос за напояване на засети в редове култури със сравнително голямо разстояние между тях и висока цена. В противен случай използването на капково напояване не е рентабилно.
Има и допълнителни ограничения, като осигуряване на чистота на водата от механични замърсяване.

#### Автоматизация на поливането
Съвременната технология на селското стопанство предполага активно използване на автоматизация в поливането. Когато необходимото количество вода е подадено на почвата, по-нататъшната увеличаване на водата в почвата може да доведе до движението ѝ и преместването на хранителните вещества на по-голяма дълбочина. При едно превишено количество вода в почвата може да се стигне и до намаляване на добивите поради намаленото количество кислород в областта на корените.
При определяне на количеството вода, която е трябва да се подава към корените на растенията, освен от нуждите и от характеристиките на самите растения, трябва да се има предвид и типът на почвата. Едни по-пропускливи или по-задържащи водата почви изискват различни начини да се извършва поливането с оптималните количества вода. На ефективността на поливането оказват влияние редица фактори като влажност на въздуха, температура, светлина и други климатични условия.
Ефективната автоматизация на поливането се подпомага от непрекъснато измерване на количеството влага в почвата. Има различни видове датчици, създадени за целта, като тензиометри. За пълноценно регулиране е добре това измерване да става на няколко различни дълбочини.
Вземането предвид всички фактори на ефективно поливане предполага използването на съвременни компютърни системи за автоматизацията на поливните дейности. При оранжерийното производство тази автоматизация включва и редица други фактори, на които може да се влияе – температура, влажност на въздуха, съдържание на въглероден диоксид, осветеност, вентилация и други.